# Válka Posledního spojenectví
Válka posledního spojenectví, také jednoduše známá jako Válka poslední aliance nebo Válka aliance, byla válka na konci Druhého věku, ve kterém poslední aliance elfů a lidí pochodovala proti Sauronovým silám. Naděje na konečné vítězství a zničení Saurona bylo na dosah, ale když nebyl zničen jeden prsten, Sauron během dlouhých let Třetího věku znovu povstal.

## Pozadí
Od jeho porážky v bitvě u Gwathló Sauron udržoval obrovskou nenávist vůči Númenorejcům a toužil se jim pomstít. V roce 3261 se Sauron odvážil vést válku proti Númenoru a poslední král Númenoru Ar-Pharazôn shromáždil masivní armádu, aby čelil této hrozbě. Sauronovi služebníci při pohledu na pochodující Númenorská vojska dezertovala a Sauron se ve strachu podrobil Númenoru. Byl přiveden jako rukojmí Númenoru a nakonec se mu podařilo pomstít tím, že hrál zásadní roli v událostech, které vedly k jeho pádu. Přesto ze všech Númenorejců nejvíce nenáviděl Elendila Vysokého a Věrné Númenorejce.
Po pádu Númenoru v roce 3319 zbývající Věrní vedeni Elendilem a jeho syny Isildurem a Anárionem založili ve Středozemských koloniích Lond Daeru a Pelargiru Království Dúnadanů ve vyhnanství. Elendil vládl severnímu království Arnor, Isildur a Anárion společně vládli jižní říši Gondoru. Sauron pád Númenoru přežil, ale jeho fyzická forma zemřela, a tak ztratil možnost lstí a intrik, které mělo jeho tělo Annatara, a vrátil se ke své pevnosti Barad-Dûr v Mordoru a stvořil si nové tělo, které společně se svojí mocí propojil s Jedním prstenem.

## Počátky bojů
Sauron se nakonec dozvěděl, že Elendil, jeho rod a následovníci přežili, a v roce 3429 zaútočil na Gondor, a oblehl město Minas Ithil. Gondorští, překvapeni nečekaným útokem Saurona, o kterém si mysleli že zahynul během pádu Númenoru, nedokázali ubránit město, které padlo a bílý strom Gondoru, který Isildur zde zasadil, byl spálen. Avšak Isildur, jeho manželka a děti unikli, zachránili sazenice stromu a plavili se podél Anduiny do Elendinovy říše v Arnoru, zatímco Anárion bránil Gondor v Osgiliathu a podél řeky Anduiny. V Arnoru Elendil a Gil-Galad, velekrál Noldor, založili poslední alianci elfů a lidí v roce 3430, aby nadobro zničili Saurona. K této alianci se také připojili trpaslíci Dúrinova lidu z města Khazad-dûm a Železných hor.
V roce 3431, vojska elfů z Lindonu vedené Gil-Galadem a Círdanem pochodovali na východ a spojili se s armádami Arnoru pod velením Elendila poblíž věže Amon Sûl. Kombinovaná síla Arnoru a Lindonu pochodovala směrem k Imladris, kde se k nim připojila družina lorda Elronda, který byl Gil-Galadovým učněm, a v nadcházející kampani působil jako jeho zastupující velitel. Sauron proti nim vyslal vojsko skřetů z Šedých hor, aby je během jejich pochodu na jih podél Anduiny přepadli a oslabili jejich síly, nebo rozdrtili. Sauron také vydal zprávu svým příznivcům, stoupencům a spojencům na východ, jihovýchod a na jih, do oblastí Rhûnu, Chandu a Haradu, a jeho lidé v těchto zemích mu poslali síly na pomoc. Z východu pochodovala armáda lidí z Rhûnské říše, Rhûnaeru, a jiných zemí Východňanů spolupracujících se Sauronovými stoupenci, kterou vedli knížata Mônarlan a Din Ohtar, z jihovýchodu vyjela armáda jezdců Chandského chanátu, Varjagů a dalších zemí Chanďanů, kteří fanaticky následovali Saurona a praktikovali náboženství Kultu Saurona, pod velením chánů Yumruka a Sacala, a nakonec dvě armády lidí z jižních zemí Haradu. První armádu vedli Râza a Marakin, vládci knížectví z Blízkého Haradu, a skládala se převážně z lidí ze zemí Amrûnu, Chelkaru a jiných nejmenovaných zemí Blízkého Haradu. Druhá se skládala z lidí Haruzanu, Harnenu, nejmenovaných zemí Blízkého Haradu a dobrovolných oddílů ze zemí Černých Númenorejců.  Velitelé této armády jsou neznámí. Existují pouze pověsti, že tuto armádu vedli mocní lordi z řad Černých Númenorejců, kteří dosáhli velké moci a vlivu mezi Haradskými - Herumor a Fuinur. Avšak tyto pověsti zůstali stále nepotvrzené.
Armáda aliance odpočívala asi tři roky v Imladris, shromažďovala zbraně a vytvářela plány. Poté překročili Mlžné hory přes mnoho průsmyků a pochodovali na jih podél Anduiny. Skřeti z Šedých hor, očekávající tuto armádu v úkrytech pro útok ze zálohy, se po spatření obrovské armády spojenců ukryli v Mlžných horách a utekli jim z dosahu. Spojenci následně dorazili k polím Celebrantu, kde se k nim připojili Silvanští elfové z Lesní říše pod velením krále Orophera a jeho syna Thranduila a Sindarští elfové Lórienu krále Amdíra. Na jihu Eryn Galenu se spojenci otočili na jihovýchod a pochodovali pustými oblastmi, které kdysi byly zahradami Entek. Entky a jejich zahrady byly Sauronem zničeny, aby nemohly zásobovat vojska aliance. 
Aliance následně vstoupila do obrovské planiny Dagorladu, kde na ně čekal Sauronova skřetí armáda severozápadu, armáda Východňanů a první armáda Haradských.

### Bitva na Dagorladu

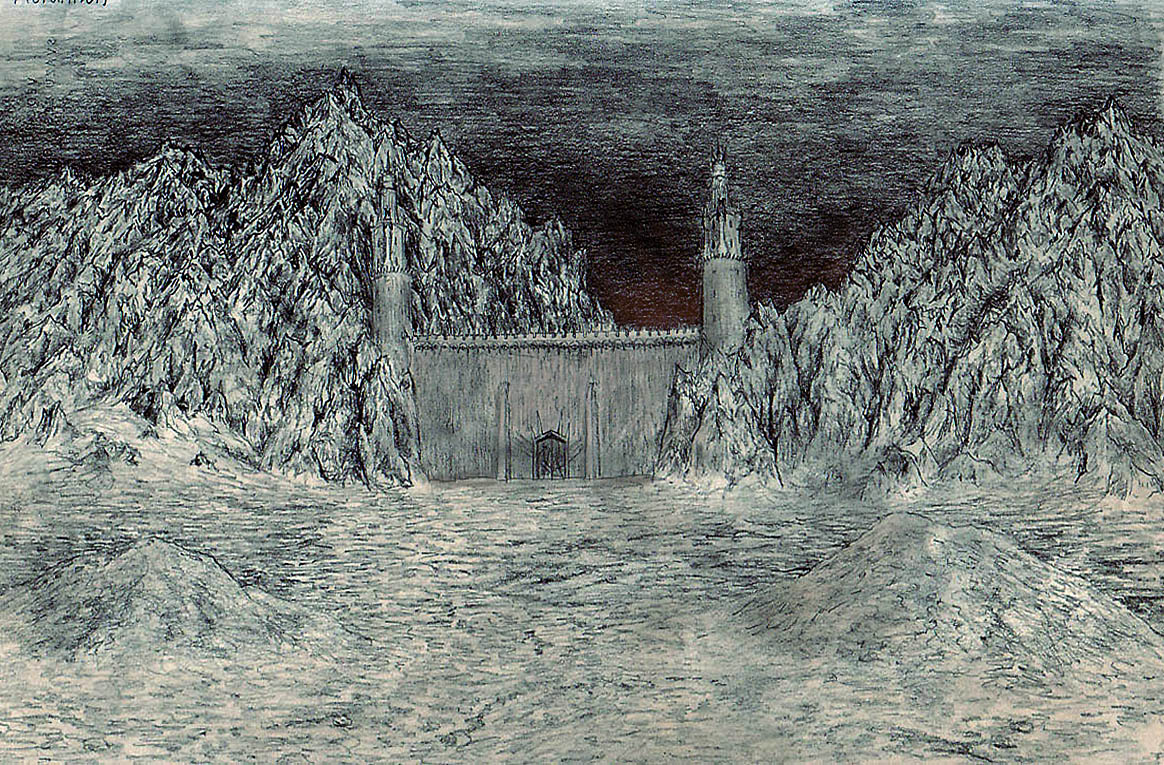
Morannon – Černá brána, před níž se odehrála bitva na Dagorladu.

Vojsko aliance se připravilo k boji s touto armádou. Během plánování strategie nadcházejcí bitvy  Oropher a Amdír neuposlechli rozkazy Gil-Galada a okamžitě zaútočili na Sauronovy síly v Dagorladu. Elfové Lórienu a Lesní říše utrpěli porážku a mnoho elfů v bitvě zahynulo, včetně samotného Orophera, který byl usmrcen salvou lukostřeců. Amdír a jeho síly byly odříznuty od hlavní bitvy a zatlačeny do místních močálů, kde také padl spolu s více než polovinou své armády. Tato oblast se poté stala známou jako mrtvé močály, protože tam byly potopeny tisíce těl.
Následně zaútočila zbývající vojska spojenců. Bitva zuřila dny a noci nepřetržitě. Ale Noldorští elfové a Númenorejci byli v této době stále mocní. Nikdo nedokázal vydržet rány Aeglosu a Narsilu, Gil-Galadova kopí a Elendilova meče, které naplnili skřety a zlé lidi strachem. Pomalu elfové a Númenorejci snižovali počty skřetů a tlačili je zpět k černé bráně. Ke konci bitvy se spojencům podařilo prorazit skrz Černou bránu a zahnat Severozápadní armádu na útěk. Po vítězství na pláni se spojenci vedení Elendilem a Gil-galadem probojovali skrz Morannon do nitra Mordoru a začali s obléháním Sauronovy pevnosti Barad-dûr. Pro případ, že by se Temný pán pokusil probít z obklíčení a uniknout, vyslal Isildur své syny Aratana s Ciryonem, aby zabezpečili město Minas Ithil a Ithilský průsmyk, ale jeho nejstarší syn, Elendur, sloužil po jeho boku až do konce.

### Obléhání Barad-dûr
Síly poslední aliance okupovali pláň Gorgoroth a zahájili obléhání pevnosti. Vítězství vypadalo blízké, ale žádné síly, které nebyly síly Valaru nebo samotného Ilúvatara nedokázaly násilím porušit zdi temné věže nebo prorazit skrz její bránu. Ačkoli velká část Sauronových sil byla v Dagorladu zničena nebo rozprášena, jeho síly byly stále početné  a Sauron nařídil svým služebníkům a spojencům z druhé armády Haradských a Chanďanům opakovaně útočit na obléhatele. Obléhání se konalo rok co rok, od roku 3434 do roku 3441, a Anárion byl zabit v roce 3440 projektilem vystřeleným z věže. V sedmém roce obléhání se situace stala neudržitelnou, a tak Sauron vyšel z pevnosti. Jeho nápor byl hrozný a obléhání bylo téměř zlomené, když Sauron a jeho hostitel postoupili na svahy Hory osudu. Tam se setkali velitelé spojenectví, Gil-Galad a Elendil a po jejich boku stáli Elrond, Círdan a Isildur. Sauron bojoval s Gil-Galadem a Elendilem a oba byli zabiti. Gil-Galad byl Sauronovou rukou spálen zaživa do morku kostí a Elendil podlehl ranám Sauronovy zbraně. Když Elendil padl, jeho meč byl Sauronem zlomen. Isildur se chopil rukojeti meče svého otce a jednou ranou usekl prsty ruky, na které Sauron nosil jeden prsten. Když byl Sauron oddělen od svého prstenu, nebyl schopen udržet fyzickou podobu a jeho fyzická a spirituální podoba, ve které unikl zkáze Númenoru, zahynula a Sauron samotný dočasně zmizel ze Středozemě.

## Důsledky
Aliance pronásledovala skřety, kteří byli tehdy v chaosu a bez velení, a všechny je zabili. Barad-dûr byl srovnán se zemí, ale jeho základy vydržely, protože byly postaveny s mocí jednoho prstenu, který nebyl zničen. Tisíce mrtvých mužů a elfů byli vyvezeny z Mordoru a všichni byli pohřbeni v Dagorladské planině.
V průběhu války, která skončila obléháním Barad-Dûr v roce 3441, byla většina Silvanské armády ztracena. Thranduil vedl zbývající polovinu své armády zpět domů do Velkého zeleného hvozdu a stal se novým králem Lesní říše.
Když se zmocnil prstenu moci, Isildur odmítl prosby Elronda a Círdana, nového vládce Lindonu, že ho zničí tím, že ho vrhne do nitra Hory osudu a prohlásil, že si ho ponechá jako majetkovou kompenzaci za smrt jeho otce a bratra, netušíc že samotný prsten nad ním pomalu získával kontrolu. Výsledkem toho bylo, že zatímco byl Sauron poražen a svržen, jeho duch nebyl zničen. Skryl se v temných zemích východně od Mordoru a pomalu obnovoval svou moc. Devět přízraků (Nazgûl) také narušilo svoji existenci a upadli do stínů, dokud nenadešel jejich čas.
Zatímco skřeti Sauronovy armády v Mordoru byly ve válce kompletně vyhubeni, rozptýlené skupiny mimo Gorgoroth přežily, včetně skřetů z Šedých hor a armády skřetů, která prchla před spojenci do Mlžných hor, kde založili své kolonie. V armádách poslední aliance byly ztráty obrovské. Elendil a Anárion byli pryč, a Gil-Galad, poslední vysoký král Noldor, už nebyl. Arnor a Lindon, které měli největší vojska z aliance, utrpěli masivní ztráty a méně než polovina jejich mužů se vrátila zpět, a obě království trpěla poklesem populace. Z války posledního spojenectví se Arnor a Lindon nikdy nevzpamatovaly a jejich moc začala upadat. Lindon se prudce zmenšoval, až z mocného království elfů zůstaly jen malé pobřeží oblasti a několik měst, a Arnor se rozpadl na tři království - Arthedain, Cardolan a Rhudaur, které poté začaly bojovat mezi sebou o moc. Gondor na rozdíl od Arnoru a Lindonu utrpěl menší ztráty a tak se nakonec zotavil, a stal se mocným národem. Isildur, nový velekrál Arnoru, zahynul teprve o dva roky později v katastrofě na Kosatcovích polích spolu se svými třemi staršími syny. Byly přepadeny skupinou skřetů z Mlžných hor (těch skřetů kteří předtím prchli před spojenci v údolí Anduiny). Během bitvy Isildurovi prsten zklouzl z ruky a ztratil se v řece Anduině. Mnoho bylo ztraceno, ale Sauron byl eliminován - na chvíli.